# 8Eight
8Eight (hangul: 에이트) var en sydkoreansk musikgrupp som var aktiv från 2007 till 2014.
Gruppen bestod av de två manliga medlemmarna Lee Hyun och Joohee, samt den kvinnliga medlemmen Baek Chan.

## Medlemmar
| Artistnamn   | Artistnamn | Födelsenamn  | Födelsenamn | Födelsedatum    |
| Romanisering | Hangul     | Romanisering | Hangul      | Födelsedatum    |
| ------------ | ---------- | ------------ | ----------- | --------------- |
| Lee Hyun     | 이현       | Lee Hyun     | 이현        | 8 november 1983 |
| Joohee       | 주희       | Lee Joo-hee  | 이주희      | 17 mars 1984    |
| Baek Chan    | 백찬       | Baek Chan    | 백찬        | 9 december 1984 |

## Diskografi

### Album
| Albuminformation                                   | Topplacering          |
| Albuminformation                                   | Sydkorea (Gaon Chart) |
| -------------------------------------------------- | --------------------- |
| The First (Studioalbum) - Släppt: 6 september 2007 | —                     |
| Infinity (Studioalbum) - Släppt: 3 mars 2008       | —                     |
| Golden Age (Studioalbum) - Släppt: 3 mars 2009     | —                     |
| The Bridge (EP-skiva) - Släppt: 30 mars 2010       | —                     |
| 8eight (EP-skiva) - Släppt: 21 juni 2011           | 18                    |